# Piotr Puchta
Piotr Puchta (ur. 19 maja 1957 w Warszawie) – polski inżynier-elektronik i dyplomata, w latach 2009-2014 Ambasador RP w Egipcie, a 2019-2025 dyrektor generalny Fundacji Ochrony Dziedzictwa Żydowskiego.

## Życiorys
Ukończył studia na Wydziale Elektroniki Politechniki Warszawskiej. Jest również absolwentem studiów podyplomowych w Polskim Instytucie Spraw Międzynarodowych.
W latach 1983–1984 pracował jako ekspert w Centrum Informacji Naukowej, Technicznej i Ekonomicznej w Warszawie. W 1985 rozpoczął karierę w Ministerstwie Spraw Zagranicznych. W latach 1986–1991 pracował w polskiej sekcji interesów, a następnie w Ambasadzie RP w Tel Awiwie. Po powrocie do kraju był radcą w Departamencie Afryki, Azji, Australii i Oceanii MSZ. Od 1996 do 2001 pełnił funkcję zastępcy Ambasadora RP w Izraelu. W latach 2001–2005 pracował w Departamencie Afryki i Bliskiego Wschodu MSZ, a następnie kierował przedstawicielstwem RP przy Palestyńskich Władzach Narodowych w Ramallah. 15 września 2009 otrzymał nominację na stanowisko Ambasadora RP w Egipcie, akredytowanym w Erytrei i Sudanie. Funkcję pełnił do 2014. W okresie styczeń 2014 – marzec 2016 przewodniczył polskiej delegacji biorącej udział w pracach Międzynarodowego Sojuszu na rzecz Pamięci o Holokauście (IHRA/International Holocaust Remembrance Alliance).
Od kwietnia 2019 do lipca 2025 był dyrektorem Fundacji Ochrony Dziedzictwa Żydowskiego.
Specjalizuje się w problematyce bliskowschodniej oraz stosunków polsko-izraelskich. Jest autorem publikacji poświęconych tej tematyce.